# Night of the Hunter
"Night of the Hunter" é uma canção da banda estadunidense de rock 30 Seconds to Mars, extraída de seu terceiro álbum de estúdio e lançada como quinto single oficial do álbum, intitulado This Is War (2009).

## Charts
| Chart (2009–2010)                     | Melhor posição |
| ------------------------------------- | -------------- |
| Polónia - Polish Music Charts         | 65             |
| Polónia - Polish Rock Charts          | 14             |
| Portugal - Portugal Top 100           | 90             |
| Estados Unidos - Billboard Rock Songs | 50             |